# Ľubomír Meszároš
Ľubomír Meszároš (ur. 23 marca 1979 w Bratysławie) – słowacki piłkarz  grający na pozycji napastnika.

## Kariera klubowa
Karierę piłkarską Meszároš rozpoczął w klubie Slovan Bratysława. W 1997 roku awansował do kadry pierwszej drużyny i w sezonie 1997/1998 zadebiutował w jego barwach w pierwszej lidze słowackiej. W sezonie 1998/1999 wywalczył ze Slovanem mistrzostwo Słowacji oraz zdobył Puchar Słowacji. W Slovanie grał do 2002 roku.
Latem 2002 roku Meszároš przeszedł do tureckiego Elazığsporu, w którym przez sezon grał z rodakiem, Jurajem Czinege. W 2003 roku został piłkarzem innego klubu z Turcji, Adanasporu. Z kolei w sezonie 2004/2005 występował w Grecji, w Panioniosie GSS.
Latem 2005 Meszároš wrócił na Słowację i ponownie został zawodnikiem Slovana Bratysława. W 2009 roku został z nim mistrzem kraju, a następnie odszedł do Dynama Czeskie Budziejowice. W 2010 roku został piłkarzem Tatrana Preszów, w którym spędził rok. Grał też w austriackim SC Ritzing i czeskiej Viktorii Žižkov.
| Sezon   | Klub                        | Kraj     | Rozgrywki      | Mecze | Bramki |
| ------- | --------------------------- | -------- | -------------- | ----- | ------ |
| 1997/98 | Slovan Bratysława           | Słowacja | I. liga        | 19    | 3      |
| 1998/99 | Slovan Bratysława           | Słowacja | I. liga        | 20    | 6      |
| 1999/00 | Slovan Bratysława           | Słowacja | I. liga        | 28    | 7      |
| 2000/01 | Slovan Bratysława           | Słowacja | I. liga        | 31    | 18     |
| 2001/02 | Slovan Bratysława           | Słowacja | I. liga        | 28    | 5      |
| 2002/03 | Slovan Bratysława           | Słowacja | I. liga        | 2     | 0      |
| 2002/03 | Elazığspor                  | Turcja   | Süper Lig      | 33    | 9      |
| 2003/04 | Adanaspor                   | Turcja   | Süper Lig      | 22    | 2      |
| 2004/05 | Panionios GSS               | Grecja   | Alpha Ethniki  | 17    | 2      |
| 2005/06 | Slovan Bratysława           | Słowacja | I. liga        | 1     | 0      |
| 2006/07 | Slovan Bratysława           | Słowacja | I. liga        | 4     | 1      |
| 2007/08 | Slovan Bratysława           | Słowacja | I. liga        | 27    | 6      |
| 2008/09 | Slovan Bratysława           | Słowacja | I. liga        | 31    | 5      |
| 2009/10 | Dynamo Czeskie Budziejowice | Czechy   | Gambrinus Liga | 27    | 3      |
| 2010/11 | Tatran Preszów              | Słowacja | I. liga        | 21    | 4      |
| 2011/12 | SC Ritzing                  | Austria  | Regionalliga   | 14    | 2      |
| 2011/12 | Viktoria Žižkov             | Czechy   | Gambrinus Liga | 0     | 0      |

## Kariera reprezentacyjna
W reprezentacji Słowacji Meszároš zadebiutował 16 sierpnia 2000 roku w zremisowanym 1:1 towarzyskim meczu z Chorwacją. W swojej karierze grał w eliminacjach do MŚ 2002. Od 2000 do 2002 roku rozegrał w kadrze narodowej 8 meczów i strzelił 1 gola.